# Parafia Zwiastowania Najświętszej Marii Panny w Warszawie
Parafia Zwiastowania Najświętszej Marii Panny w Warszawie – parafia greckokatolicka w Warszawie, w dekanacie warszawsko-łódzkim archieparchii przemysko-warszawskiej. Nie posiada własnej świątyni, korzysta z kaplicy przy rzymskokatolickim kościele NMP Matki Pięknej Miłości, będącym również siedzibą parafii rzymskokatolickiej. Obejmuje dzielnicę Białołęka oraz powiat legionowski. Została powołana 2 sierpnia 2020 roku.